# Ilko-Sascha Kowalczuk

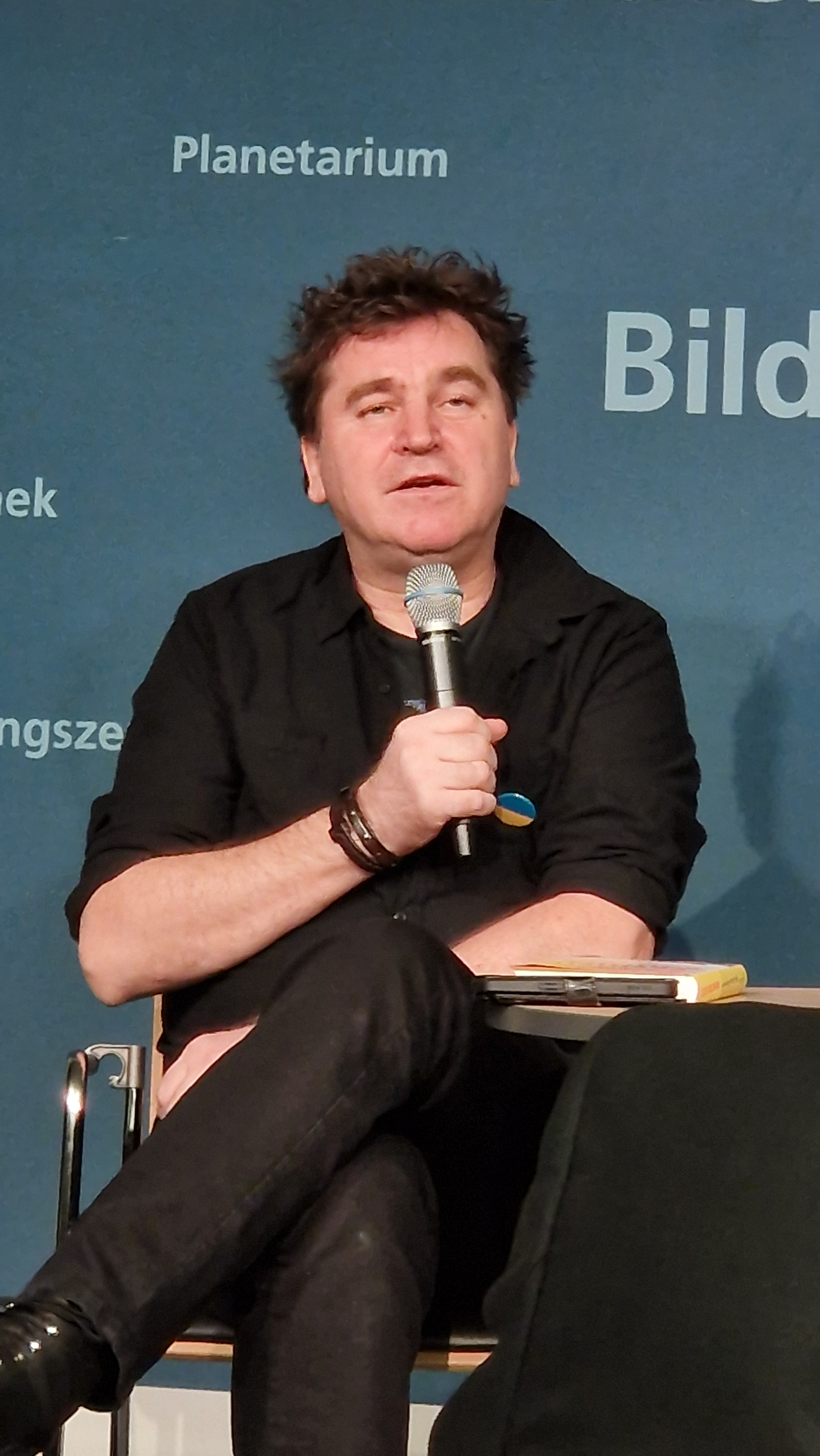
Ilko-Sascha Kowalczuk während einer Buchbesprechung am Bildungszentrum Nürnberg (2025)

Ilko-Sascha Kowalczuk (* 4. April 1967 in Ost-Berlin) ist ein deutscher Historiker und Publizist mit dem Schwerpunkt Aufarbeitung der SED-Diktatur.

## Leben
Kowalczuk wuchs in Berlin-Friedrichshagen in einem DDR-staatstreuen Elternhaus auf. Sein ukrainischer Großvater väterlicherseits, dessen Familiennamen er trägt, stammte aus dem Umland von Lwiw. Kowalczuk war mit vierzehn Jahren als FDJ-ler Mitglied eines Bewerberkollektivs für militärische Berufe geworden, nachdem er zwei Jahre zuvor seine „Bereitschaft“ erklärt hatte, Offizier der Nationalen Volksarmee der DDR zu werden. Als er in seinem fünfzehnten Lebensjahr darauf bestand, diese Berufswahl rückgängig zu machen, war ein Bruch mit Elternhaus und Schule und dem Staat DDR die Folge. Kowalczuk konnte keine Erweiterte Oberschule besuchen, stattdessen machte er von 1983 bis 1985 eine Ausbildung zum Baufacharbeiter. Von 1986 bis 1988 arbeitete er als Pförtner am Institut für Binnenfischerei in Berlin-Friedrichshagen. Das Abitur legte Kowalczuk 1988 an einer Abendschule ab. Nach dem Ende der SED-Herrschaft in der DDR nahm er 1990 ein Geschichtsstudium an der Humboldt-Universität zu Berlin auf, das er 1995 abschloss. Seit seiner Gründung im Jahr 1990 gehörte er dem Unabhängigen Historikerverband (UHV) an.
Kowalczuk war von 1995 bis 1998 ehrenamtliches sachverständiges Mitglied in der Enquete-Kommission „Aufarbeitung von Geschichte und Folgen der SED-Diktatur“ des Deutschen Bundestages. Von 1998 bis 2000 arbeitete er als wissenschaftlicher Referent in der Bundesstiftung zur Aufarbeitung der SED-Diktatur. Im Frühjahr 2018 wurde er von seiner sonstigen Tätigkeit beurlaubt, um eine Biografie über Walter Ulbricht zu schreiben. Dafür erhielt er ein Stipendium der Hamburger Stiftung zur Förderung von Wissenschaft und Kultur.
Die Bundesregierung berief ihn im Frühjahr 2019 in die Kommission „30 Jahre Friedliche Revolution und Deutsche Einheit“. Seit Januar 2025 ist er wissenschaftlicher Berater des DDR-Museums Berlin.
Im Juni 2025 wurde Kowalczuk mit dem Karl-Wilhelm-Fricke-Preis ausgezeichnet, der von der Bundesstiftung zur Aufarbeitung der SED-Diktatur verliehen wird.

## Forschung und publizistische Tätigkeit
Seit 2001 ist Kowalczuk als wissenschaftlicher Mitarbeiter und Projektleiter beim Bundesbeauftragten für die Unterlagen des Staatssicherheitsdienstes der ehemaligen DDR bzw. Bundesarchiv beschäftigt; von dieser Tätigkeit ist er seit 2018 beurlaubt. Er ist zudem assoziierter Forscher bei der Robert-Havemann-Gesellschaft Berlin. Promoviert wurde er 2002 bei Christoph Kleßmann an der Philosophischen Fakultät der Universität Potsdam. Stipendien erhielt er von der Hans-Böckler-Stiftung und der Fazit-Stiftung.
Kowalczuk war an vielen wissenschaftlichen und öffentlichen Debatten über die DDR und ihre Folgen beteiligt, so zum Beispiel in den Diskussionen über die Geschichtswissenschaft in der DDR, den Aufstand vom 17. Juni 1953, die Revolution 1989 und den Transformationsprozess. Exemplarisch zu nennen sind auch die Debatten über die Gegenwart Ostdeutschlands, die Staatssicherheit, den Unrechtsstaat oder die Rolle von Opposition und Widerstand in der DDR, die im Zusammenhang mit Jan-Hendrik Olbertz, Andrej Holm, Hubertus Knabe oder Holger Friedrich geführt wurden. Er ist regelmäßiger Interviewpartner zu zeithistorischen Themen und zu Fragen der Aufarbeitung. Er berät seit 1999 zahlreiche Spiel- und Dokumentarfilme mit zeitgeschichtlichen Themen, darunter beispielsweise die erfolgreichen und vielfach preisgekrönten TV-Serien Weissensee, Tannbach – Schicksal eines Dorfes, Unsere wunderbaren Jahre, Preis der Freiheit, ZERV – Zeit der Abrechnung, Honecker und der Pastor, Zwei Tage Hoffnung und viele andere. Auch Ausstellungen und Projekte wie Comics oder Projekte in den Neuen Medien berät er, so erarbeitete er die inhaltliche Grundkonzeption für die erfolgreiche Open-Air-Ausstellung Friedliche Revolution 2009/10 auf dem Alexanderplatz, die ihn als Fachberater ausweist.
Im Juli 2023 legte Kowalczuk den ersten von zwei Teilen einer umfangreichen Biografie über Walter Ulbricht vor. Der Band behandelt die Zeit bis einschließlich 1945. Anlässlich der Bucherscheinung sagte Kowalczuk über den Portraitierten im Interview mit der Zeit: „Er war der erfolgreichste Kommunist in der deutschen Geschichte, eine der prägendsten deutschen Figuren des 20. Jahrhunderts.“ Ebenfalls in der Zeit urteilte Alexander Cammann in seiner Rezension der Neuerscheinung: „Kowalczuks Ulbricht ist ein Glücksfall für die Geschichtsschreibung: minutiöse Rekonstruktion, unverzerrte Deutung, spannende Erzählung.“ Nicht zuletzt ermögliche das gut 1000-seitige Buch Erkenntnisse darüber, so Daniel Siemens in einer Rezension vom 14. Juli 2023 für die Süddeutsche Zeitung, warum die Demokratisierung Deutschlands nach 1918 nicht dauerhaft erfolgreich war. Der zweite Band der Ulbricht-Biografie erschien im März 2024. Henry Bernhard befand im Deutschlandfunk, die Biografie „wird für Jahre, eher Jahrzehnte den Maßstab setzen“.
Anlässlich der Landtagswahlen 2024 in Thüringen, Sachsen und Brandenburg äußerte Kowalczuk in einem am 31. August 2024 erschienenen Interview mit dem Tagesspiegel die Befürchtung, man werde „über kurz oder lang“ ein autoritäres Staatssystem etwa nach dem Muster der illiberalen Demokratie Ungarns unter Viktor Orbán auch in Deutschland erleben. Autoritäre Staatsvorstellungen seien in der AfD wie im BSW gleich stark vertreten, „weshalb sie für mich Schwesterparteien sind.“ In Ostdeutschland sei die zu Beginn des Wiedervereinigungsprozesses mehrheitlich herrschende illusorische Vorstellung vom Westen „als ein gleichsam goldenes Paradies“ angesichts einer durchaus anderen Realität in Ablehnung, Distanz und schließlich Hass umgeschlagen. Dieser Hass sei im Osten nicht nur in den Milieus von AfD und BSW verbreitet, sondern gehe weit darüber hinaus; und das erkläre auch, warum viele Ostdeutsche „so eine merkwürdige Affinität zur blutrünstigen Diktatur Wladimir Putins hegen.“
Kowalczuk sieht AfD und BSW als „zwei Seiten einer Medaille“. Er sagte: „In einem zentralen Punkt ticken sie gleich: Beide wollen zurück in die Vergangenheit. An dieser Stelle beginnt das Irrationale.“ Die Wut in den fünf östlichen Bundesländern sei „ein klassenübergreifendes Phänomen“. Der Westen werde „für alles, was tatsächlich oder angeblich falsch läuft, haftbar gemacht“ und deshalb „nicht nur abgelehnt“, sondern „regelrecht gehasst“. Diese Einstellung habe „etwa die Hälfte bis zwei Drittel der ostdeutschen Bevölkerung erfasst“. Sein im August erschienenes Buch Freiheitsschock sorgte für viele Debatten und war viele Wochen in der Spiegel-Bestseller-Liste platziert. In dem Buch warnt er vor einem autoritären Staatsregime und meint, die Entwicklungen in Ostdeutschland seien denen im Westen immer nur um kurze Zeit voraus.

## Privates
Kowalczuk ist mit der Literaturwissenschaftlerin Susan Arndt verheiratet. Das Ehepaar hat vier gemeinsame Kinder. Sie leben in Berlin und Bayreuth, wo seine Frau eine Professur an der dortigen Universität innehat.
2014 erkrankte Kowalczuk an der chronischen Krankheit ME/CFS. Zusammen mit anderen Betroffenen setzt er sich für die Erforschung der Krankheit ein.

## Videos
- alpha-Forum: Ilko-Sascha Kowalczuk, Historiker, Geschichte der DDR. ARD Mediathek, 9. Mai 2017.
- MVFP: VDZ Publishers’ Night 2017 – Dr. Ilko-Sascha Kowalczuk hält Laudatio auf Wolf Biermann. YouTube, 15. November 2017.
- wbg: Was sagen Sie dazu? #14 – „Was geschah nach 1990“ mit Ilko-Sascha Kowalczuk. YouTube, 5. November 2020.
- Stasi-Unterlagen-Archiv: „Ein Volk unter Verdacht – Die Staatssicherheit der DDR“ (von 2009). YouTube, 23. September 2020.
- HAIT: Festvortrag von Ilko-Sascha Kowalczuk | 30 Jahre Hannah-Arendt-Institut. YouTube, 6. Juli 2023.
- Jung & Naiv: Historiker Ilko-Sascha Kowalczuk über Ostdeutschland, AfD & BSW - Jung & Naiv: Folge 725. YouTube, 13. September 2024.
- Hotel Matze: Warum bist du so wütend? YouTube, 18. Juni 2025.

## Audios
- Katrin Ohlendorf: Historiker Ilko-Sascha Kowalczuk: "Das Schlagwort lautete Anpassung". In: Folgen der Wiedervereinigung. Deutschlandfunk Nova, 5. Oktober 2019.
- Bodo Mrozek & Ilko-Sascha Kowalczuk. Der Sound der Wende. In: Logbuch Suhrkamp. 9. November 2019.
- Holger Klein: Die Übernahme Ostdeutschlands. In: WRINT: Wer redet ist nicht tot. 21. November 2019.
- Gregor Papsch: Ilko-Sascha Kowalczuk: „Das größte Glücksgefühl, das ich je hatte“. In: Zeitgenossen. SWR2, 14. März 2020.
- Jana Simon, Philip Faigle: Waffenlieferungen an die Ukraine: "Machen Sie doch Ihre Friedensdemos vor dem Kreml!" In: Warum denken Sie das? Zeit Online, 2. Juli 2022.
- Natascha Freundel: Das Reden der Anderen - die neue Ost-West-Debatte. In: Der zweite Gedanke. rbbKultur, 6. Januar 2023.
- Doris Maull: Deutschland im Beziehungsstress – Was trennt Ost und West heute? In: SWR2 Forum. 30. Mai 2023.
- Tobias Jakobi: Der Volksaufstand in der DDR am 17. Juni 1953, mit Dr. Ilko-Sascha Kowalczuk. In: Geschichte Europas. 12. Juni 2023.
- Stefan Nölke: Ilko-Sascha Kowalczuk über den Volksaufstand vom 17. Juni 1953. In: MDR Kultur-Werkstatt. 13. Juni 2023.
- Ilko-Sascha Kowalczuk: Das ungeliebte Gedenken? Der 17. Juni 1953 und unsere Gegenwart. In: Gedanken zur Zeit. NDR Kultur, 17. Juni 2023.
- Holger Klein: Walter Ulbricht. In: WRINT: Wer redet ist nicht tot. 14. März 2024.
- Holger Klein: Freiheitsschock. In: WRINT: Wer redet ist nicht tot. 2. September 2024.

## Schriften

### Monografien
- Legitimation eines neuen Staates. Parteiarbeiter an der historischen Front. Geschichtswissenschaft in der SBZ/DDR 1945 bis 1961. Ch. Links Verlag, Berlin 1997, ISBN 3-86153-130-5.
- Die Niederschlagung der Opposition an der Veterinärmedizinischen Fakultät der Humboldt-Universität zu Berlin in der Krise 1956/57. Dokumentation einer Pressekonferenz des Ministeriums für Staatssicherheit im Mai 1957 (= Schriftenreihe des Berliner LStU. Band 6). Berliner LStU, Berlin 1997, ISBN 3-934085-07-5.
- Roter Stern über Deutschland. Sowjetische Truppen in der DDR. Mit Stefan Wolle. Ch. Links Verlag, Berlin 2001, ISBN 3-86153-246-8.
- Geist im Dienste der Macht. Hochschulpolitik in der SBZ/DDR 1945 bis 1961. Ch. Links Verlag, Berlin 2003, ISBN 3-86153-296-4 (Zugl.: Potsdam, Univ., Diss., 2002).
- Das bewegte Jahrzehnt. Geschichte der DDR von 1949 bis 1961 (= Zeitbilder. Band 13). Bundeszentrale für politische Bildung, Bonn 2003, ISBN 3-89331-521-7.
- 17. Juni 1953 – Volksaufstand in der DDR. Mit einem Vorwort von Marianne Birthler. Edition Temmen, Bremen 2003, ISBN 3-86108-385-X.
- Die verdrängte Revolution. Der Platz des 17. Juni 1953 in der deutschen Geschichte. Mit Bernd Eisenfeld, Ehrhart Neubert. Edition Temmen, Bremen 2004, ISBN 3-86108-387-6.
- Endspiel. Die Revolution von 1989 in der DDR. Verlag C. H. Beck, München 2009, ISBN 978-3-406-58357-5.
  - Engl.: End Game. The 1989 Revolution in East Germany. Berghahn, New York, Oxford 2022, ISBN 978-1-80073-621-4.
- Die 101 wichtigsten Fragen – DDR. Verlag C. H. Beck, München 2009, ISBN 978-3-406-59232-4.
- Stasi konkret. Überwachung und Repression in der DDR. Verlag C. H. Beck, München 2013, ISBN 978-3-406-63839-8.
- 17. Juni 1953. Geschichte eines Aufstands. Verlag C. H. Beck, München 2013, ISBN 978-3-406-64539-6.
- Die Übernahme. Wie Ostdeutschland Teil der Bundesrepublik wurde. Verlag C. H. Beck, München 2019, ISBN 978-3-406-74020-6. (8., erweiterte Auflage, München 2025, ISBN 978-3-406-83226-0)
- For social justice, freedom and unity – the popular uprising of 17 Juni 1953 in East Berlin. In: György Dalos, Ilko-Sascha Kowalczuk, Jean-Yves Potel: One a long way to democracy. From Berlin to Gdansk via Budapest and Prague. European Trade Union Institute (ETUI). Brussels 2022, ISBN 978-2-87452-633-6.
- Walter Ulbricht. Der deutsche Kommunist (1893–1945). 2., durchgesehene Auflage. Verlag C. H. Beck, München 2023, ISBN 978-3-406-80660-5.
- Walter Ulbricht. Der kommunistische Diktator (1945–1973). Verlag C. H. Beck, München 2024, ISBN 978-3-406-81396-2.
- Freiheitsschock. Eine andere Geschichte Ostdeutschlands von 1989 bis heute. Verlag C.H. Beck, München 2024, ISBN 978-3-406-82213-1.
- mit Bodo Ramelow Die neue Mauer: Ein Gespräch über den Osten. Verlag C.H. Beck, München 2025, ISBN 978-3-406-83831-6.

### Herausgeberschaften
- Paradigmen deutscher Geschichtswissenschaft. Ringvorlesung an der Humboldt-Universität zu Berlin. Berliner Debatte Wissenschaftsverlag, Berlin 1994, ISBN 3-929666-09-X.
- Hure oder Muse? Klio in der DDR. Dokumente und Materialien des Unabhängigen Historiker-Verbandes. Mit Rainer Eckert, Isolde Stark (Hrsg.). Berliner Debatte Wissenschaftsverlag, Berlin 1994, ISBN 3-929666-13-8.
- Der Tag X – 17. Juni 1953. Die „Innere Staatsgründung“ der DDR als Ergebnis der Krise 1952/54. Mit Armin Mitter, Stefan Wolle (Hrsg.) (= Forschungen zur DDR-Geschichte. Band 3). Ch. Links Verlag, Berlin 1995, ISBN 3-86153-083-X.
- Zwischen Selbstbehauptung und Anpassung. Formen des Widerstandes und der Opposition in der DDR. Mit Ulrike Poppe, Rainer Eckert (Hrsg.) (= Forschungen zur DDR-Geschichte. Band 6). Ch. Links Verlag, Berlin 1995, ISBN 3-86153-097-X.
- Wer schreibt die DDR-Geschichte? Ein Historikerstreit um Stellen, Strukturen, Finanzen und Deutungskomplexe. Tagung vom 18.-20.3.94 in Berlin-Wannsee. Mit Rainer Eckert, Ulrike Poppe (Hrsg.) (= Nachlese. Nr. 94,9). Evangelische Akademie Berlin-Brandenburg, Berlin 1995, DNB 946360731.
- „Mit uns zieht die neue Zeit ...“. Die SED zwischen Kriegsende und Mauerbau. Tagung vom 12. bis 14. April 1996. Mit Ulrike Poppe, Rainer Eckert (Hrsg.) (= Nachlese. Nr. 98,2). Evangelische Akademie Berlin-Brandenburg, Berlin 1998, DNB 953942651.
- Freiheit und Öffentlichkeit. Politischer Samisdat in der DDR 1985–1989. Eine Dokumentation (= Schriftenreihe des Robert-Havemann-Archivs. Band 7). Robert-Havemann-Gesellschaft, Berlin 2002, ISBN 3-9804920-6-0.
- Volkserhebung gegen den SED-Staat. Eine Bestandsaufnahme zum 17. Juni 1953. Mit Roger Engelmann (Hrsg.) (= Analysen und Dokumente der BStU. Band 27). Vandenhoeck & Ruprecht, Göttingen 2005, ISBN 3-525-35004-X.
- Staatsgründung auf Raten? Zu den Auswirkungen des Volksaufstandes 1953 und des Mauerbaus 1961 auf Staat, Militär und Gesellschaft in der DDR. Mit Torsten Diedrich (Hrsg.) (= Militärgeschichte der DDR. Band 11). Ch. Links Verlag, Berlin 2005, ISBN 3-86153-380-4.
- Für ein freies Land mit freien Menschen. Opposition und Widerstand in Biographien und Fotos. Mit Tom Sello (Hrsg.). Robert-Havemann-Gesellschaft, Berlin 2006, ISBN 3-938857-02-1.
- Fasse Dich kurz! Der grenzüberschreitende Telefonverkehr der Opposition in den 1980er Jahren und das Ministerium für Staatssicherheit. Mit Arno Polzin (Hrsg.) (= Analysen und Dokumente der BStU. Band 41). Vandenhoeck & Ruprecht, Göttingen/Bristol 2014, ISBN 978-3-525-35115-4.
- (Ost)Deutschlands Weg, Teil 1. 1989 bis heute – 45 Studien & Essays zur Lage des Landes. Mit Holger Kulick, Frank Ebert (Hrsg.). Bundeszentrale für politische Bildung, Berlin/Bonn 2021, ISBN 978-3-7425-0676-4.
- (Ost)Deutschlands Weg, Teil 2. Gegenwart und Zukunft – 35 weitere Studien, Prognosen & Interviews. Mit Holger Kulick, Frank Ebert (Hrsg.). Bundeszentrale für politische Bildung, Berlin/Bonn 2021, ISBN 978-3-7425-0676-4.
- Deutschland ist eins: vieles. Bilanz und Perspektiven von Transformation und Vereinigung. Mit Judith Enders, Raj Kollmorgen (Hrsg.). Campus Verlag, Frankfurt am Main 2021, ISBN 978-3-593-51436-9.